# Anima Mundi (festival)
Pour les articles homonymes, voir Anima mundi et Anima mundi (homonymie).
Anima Mundi (litt., du latin : « L'Âme du monde ») est un festival compétitif de vidéos et de films consacré exclusivement à l'animation, qui se tient chaque mois de juillet dans les villes de Rio de Janeiro et de São Paulo, au Brésil.

## Histoire
Le festival est créé par un groupe d'animateurs et de cinéastes qui souhaitaient faire connaître les productions et les films d'animation au Brésil.
La première édition d'Anima Mundi a lieu en 1993, à Rio de Janeiro.

## Sections
Les sections du festival se composent de six types différents :
- Courts métrages.
- Longs métrages.
- Courts métrages pour enfants (films faits pour les enfants).
- Animation en cours.
- Panorama (courts métrages hors compétition).
- Futur animateur (films réalisés par des enfants).